# Мала-Россо
Перевал Мала-Россо (азерб. Mxol-Rosso aşırımı) — горный перевал на Главном Кавказском хребте, к северо-западу от горы Горида. Высота перевала — 2865 м. Расположен на границе Азербайджанской Республики (Балакенский район) и Российской Федерации (Республика Дагестан).
В окрестностях перевала расположены истоки реки Белаканчай.